# Tancrède Auguste

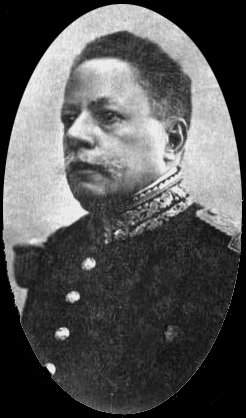
Tancrède Auguste

Jean Antoine Tancrède Auguste (* 16. März 1856 in Cap-Haïtien; † 3. Mai 1913 in Port-au-Prince) war ein haitianischer General und Politiker. 1912/13 amtierte er knapp ein Jahr lang als Staatspräsident.

## Biografie

### Militärische und politische Laufbahn
Nach der Schulausbildung trat Auguste der Armee und stieg dort bis zum General auf. 1886 war er Unterzeichner eines Vertrages mit der Regierung von Lysius Salomon, der die Errichtung des Marinehafens von Petit-Goâve ermöglichte.
Später war er zwischen 1889 und 1902 mehrmals Minister für Inneres und Polizei in den Regierungen der Präsidenten Florvil Hyppolite und Tirésias Simon-Sam, dessen enger Berater und persönlicher Freund er war.
Vom 24. März bis zum 31. März 1896 war Auguste zusammen mit Simon-Sam und Solon Ménos Mitglied des Rates der Staatssekretäre (Conseil des Secrétaires d'État), der eine Übergangsregierung nach dem Tod von Präsident Hyppolite bis zum Amtsantritt von Präsident Simon-Sam bildete, dessen Regierung er wiederum als Innenminister angehörte.
Nach dem Rücktritt von Präsident Simon-Sam floh er am 24. Mai 1902 mit Hilfe des amerikanischen Gesandten W. F. Powell auf einem Dampfschiff nach Jamaika, um dadurch befürchteten Angriffen seiner Gegner zu entgehen.
Nach seiner Rückkehr nach Haiti war er in der Regierung von Präsident Pierre Nord Alexis wieder Minister für Inneres und Polizei.

### Präsident 1912 bis 1913
Unmittelbar nach dem Tod von Präsident Cincinnatus Leconte, der bei einer Explosion im Präsidentenpalast von Port-au-Prince ums Leben kam, wurde Auguste durch die Nationalversammlung am 8. August 1912 zum Präsidenten von Haiti gewählt. Sein Vorgänger hinterließ ihm eine gut organisierte Regierung, deren meiste Minister er im Amt beließ. Insbesondere Erziehungsminister Tertullien Guilbaud konnte dadurch den Ausbau der Gemeindeschulen mit Hilfe der römisch-katholischen Kirche fortsetzen. Auguste starb am 3. Mai 1913 nach einem Besuch des Nordens von Haiti. Sein Nachfolger wurde zunächst der Rat der Staatssekretäre mit den Mitgliedern Baufossé Laroche, Seymour Pradel, Jacques Nicolas Léger, Tertullien Guilbaud, Edmond Lespinasse und Guatimosin Boco, ehe schließlich am 12. Mai 1913 Senator Michel Oreste von der Nationalversammlung mit 72 gegen 24 Stimmen zum neuen Präsidenten gewählt wurde. Bereits bei der Trauerfeier kam es zu einem Streit zwischen General Deflys und Senator Oreste um die Nachfolge.
Sein Enkel war der bekannte Schriftsteller und Politiker Jacques Roumain.